# Аскем, Пол
Пол А́скем (англ. Paul Askham, род. 26 октября 1962; Блэкпул, Англия) — английский фигурист, выступавший в танцах на льду с Шэрон Джонс. Вместе они побеждали на национальном чемпионате с 1985 по 1988 годы, а также представляли Великобританию на Олимпийских играх 1988 года, где заняли 13-е место. В настоящее время Аскем работает тренером.

## Результаты
(с Джонс)
| Соревнование                      | 1984—1985 | 1985—1986 | 1986—1987 | 1987—1988 | 1988—1989 |
| --------------------------------- | --------- | --------- | --------- | --------- | --------- |
| Зимние Олимпийские игры           |           |           |           | 13        |           |
| Чемпионаты мира                   | 15        | 13        | 13        | 12        | 9         |
| Чемпионаты Европы                 | 11        | 9         | 8         | 8         | 6         |
| Чемпионаты Великобритании         | 1         | 1         | 1         | 1         |           |
| NHK Trophy                        |           | 3         |           | 5         |           |
| Grand Prix International de Paris |           |           |           |           | 2         |